# Varvarin
Varvarin (serbo: Варварин) è una città e una municipalità del distretto di Rasina al centro della Serbia centrale.

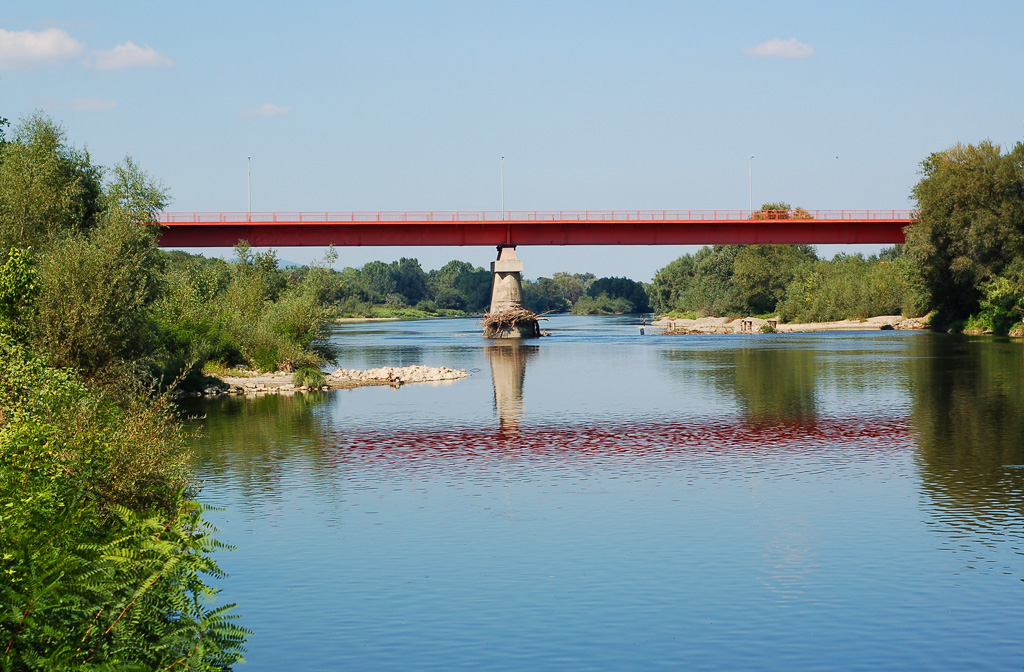
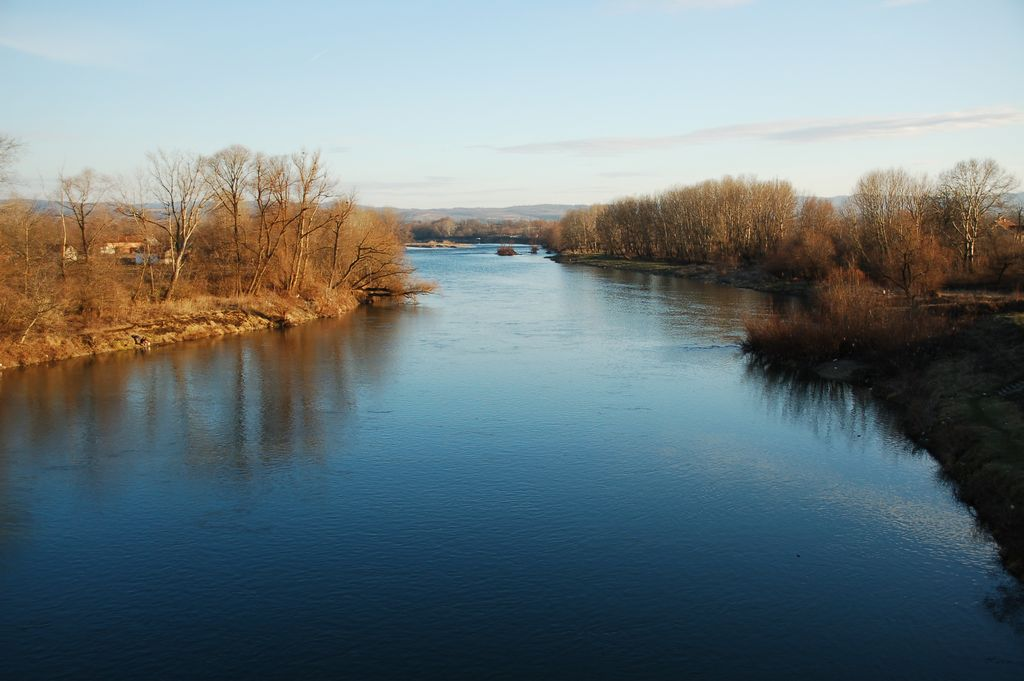
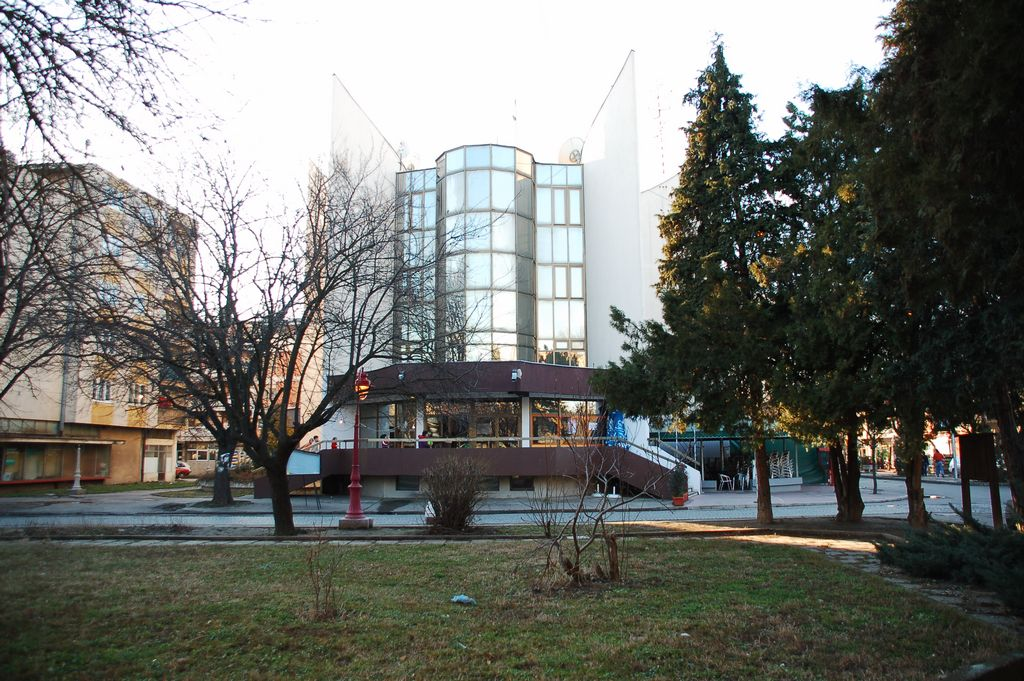